# 派连河
派连河，又名思凌河，位于中国广西壮族自治区崇左市宁明县西南，是明江左岸支流，发源于宁明县桐棉乡恭敬村把批屯白盛山西北1.5千米处，北流至底驮屯附近折向西流，至峙浪乡转北流，至宁明县城城中镇寨板村以东汇入明江。干流长108千米，流域面积1569平方千米。